# Nahir: A História Desconhecida
Nahir: A História Desconhecida é uma minissérie argentina que estreará em março de 2022 na HBO Max. A série é baseada no livro homônimo do jornalista e escritor Mauro Szeta e Mauro Fulco, autores que investigaram o crime ocorrido na cidade de Gualeguaychú, Argentina. A série é baseada no personagem psicológico de Nahir Galarza e na relação tempestuosa com Fernando Pastorizzo. A série foi deixada nas mãos das produtoras Telemundo, Zeppelin Studio, Pol-ka Producciones e NBC sendo produzido por Hernán Guerschuny e Lucas Jinkis.

## Produção
As filmagens da série foram confirmadas em 2019 através do canal C5N entre outras mídias depois que Nahir Galarza assinou um contrato com os diretores. Em 2020 os primeiros capítulos começariam a ser filmados, mas tiveram que ser adiados para agosto de 2021, pois o projeto havia sido cancelado devido à pandemia do COVID-19. Em 2021, os capítulos seriam filmados novamente após o estabelecimento dos protocolos para lidar com a pandemia de COVID-19. Mais tarde, foi confirmado que a série estrearia na HBO Max em março de 2022.

## Elenco
Os atores que fazem parte da minissérie são desconhecidos, mas em janeiro de 2022 foi revelado que a atriz argentina Soledad Villamil será a detetive que investigará o caso na tira.

## Sinopse
Uma jornalista feminista enfrenta os dilemas de seu trabalho ao investigar um caso polêmico: a história de Nahir Galarza, uma garota que matou o namorado em uma cidade do interior da Argentina e se tornou uma celebridade mundial.